# Vindefröbagge
Vindefröbagge (Spermophagus sericeus) är en skalbaggsart som först beskrevs av Geoffroy 1785.  Vindefröbagge ingår i släktet Spermophagus, och familjen bladbaggar. Enligt den svenska rödlistan är arten nationellt utdöd i Sverige. . Arten har tidigare förekommit i Götaland men är numera lokalt utdöd. Artens livsmiljö är jordbrukslandskap, stadsmiljö.